# Lijst van Fijische eilanden
Fiji bestaat uit 322 eilanden, waarvan er 110 bewoond zijn. Hieronder volgt een lijst van Fijische eilanden, per archipel gerangschikt op alfabetische volgorde.
Deze lijst is niet compleet: aanvullingen zijn welkom

## Kadavu-eilanden
Dravuni – Galoa – Great Astrolabe Reef – Kadavu – Ono

## Lau-eilanden

### Noordelijke Lau-eilanden
Cicia – Kaibu – Kanacea – Mago – Malima – Munia – Namalata – Naitaba – Nayau – Tuvuca – Vanua Balavu – Vatu Vara – Wailagi Lala – Yacata

### Zuidelijke Lau-eilanden
Fulaga – Kabara – Komo – Lakeba – Moce – Moka – Namuka-i-Lau – Ogea Driki – Ogea Levu – Oneata – Ono-i-Lau – Vanua Vatu – Vuaqava – Yagasa Levu

### Moala-eilanden
Matuku – Moala – Totoya

## Lomaiviti-eilanden
Batiki – Gau – Koro – Makogai – Moturiki – Nairai – Ovalau – Wakaya – Yanuca Lailai – Yanuca Levu

## Mamanuca-eilanden
Beachcomber Island – Eori – Kadomo – Malolo – Malolo Lailai – Mana – Matamanoa – Monu – Monuriki – Namotu – Nautanivono – Navadra – Navini – Qalito – Tavarua – Tavua – Tokoriki – Treasure Island – Vomo – Yanuya

## Rotuma-eilanden
Hafhai – Hafhaveiaglolo – Hạf'liua – Hạua – Rotuma – Solkope – Solnohu – Uea

## Vanua Levugroep
Cikobia-i-Lau – Kioa – Laucala – Matagi – Namena Lala – Qamea – Rabi – Taveuni – Vanua Levu – Yadua Taba

### Ringgoldeilanden
Cakau Matacucu – Cobia – Lailai – Maqewa – Mota Levu – Nananuku Levu – Nukubalati – Nukubasaga – Qelelevu – Raranitiqa – Taininbeka – Tauraria – Vetauua – Vucovuco – Yanutha

## Viti Levugroep
Bau – Beqa – Leleuvia – Naigani – Nanunanu-i-Cake – Nanunanu-i-Ra – Nukulau – Vatulele – Viti Levu

## Yasawa-eilanden
Drawaqa – Kuata – Matacawa Levu – Nacula – Nanuya – Nanuya Balavu – Nanuya Lailai – Nanuya Levu – Narara – Naukacuvu – Naviti – Sawa-i-Lau – Tavewa – Tiliva – Waya – Waya Laitai – Waya Sewa – Vawa – Viwa – Yaqeta – Yasawa – Yawini

## Overige eilanden
Ceva-i-Ra